# 罗斯托克火车总站
罗斯托克火车总站（德語：Rostock Hauptbahnhof）是德國梅克倫堡-西波美拉尼亞羅斯托克市的主要火車站，它位於市中心的南部。羅斯托克車站啟用於1886年，由Deutsch-Nordischen-Lloyd鐵路和輪船運營公司鐵路和輪船運營公司營運，1894年國有化之後，它更名為Central-Bahnhof，20世紀後再度更名為現名。車站於1913年和1922年擴建，但在第二次世界大戰中受到嚴重破壞。1999年到2003年車站再度進行了大規模的翻新。北側車站大樓被翻修，並興建了現代化的南出口。

## 長途運輸網
- ICE（城際快車）
- IC（城際列車）

長途列車可到達德國馬格德堡、哈雷、萊比錫、賓茨、漢諾威、卡塞爾、法蘭克福、不來梅、杜塞爾多夫、科隆、斯圖加特、維爾茨堡、紐倫堡、慕尼黑及瑞士的巴塞爾等地。

## 短途運輸網
- 短程快速列車（Regional Express）
- 罗斯托克路面電車（Rostocker Straßenbahn AG）
- 羅斯托克城市快鐵（S-Bahn Rostock）

## 圖片集

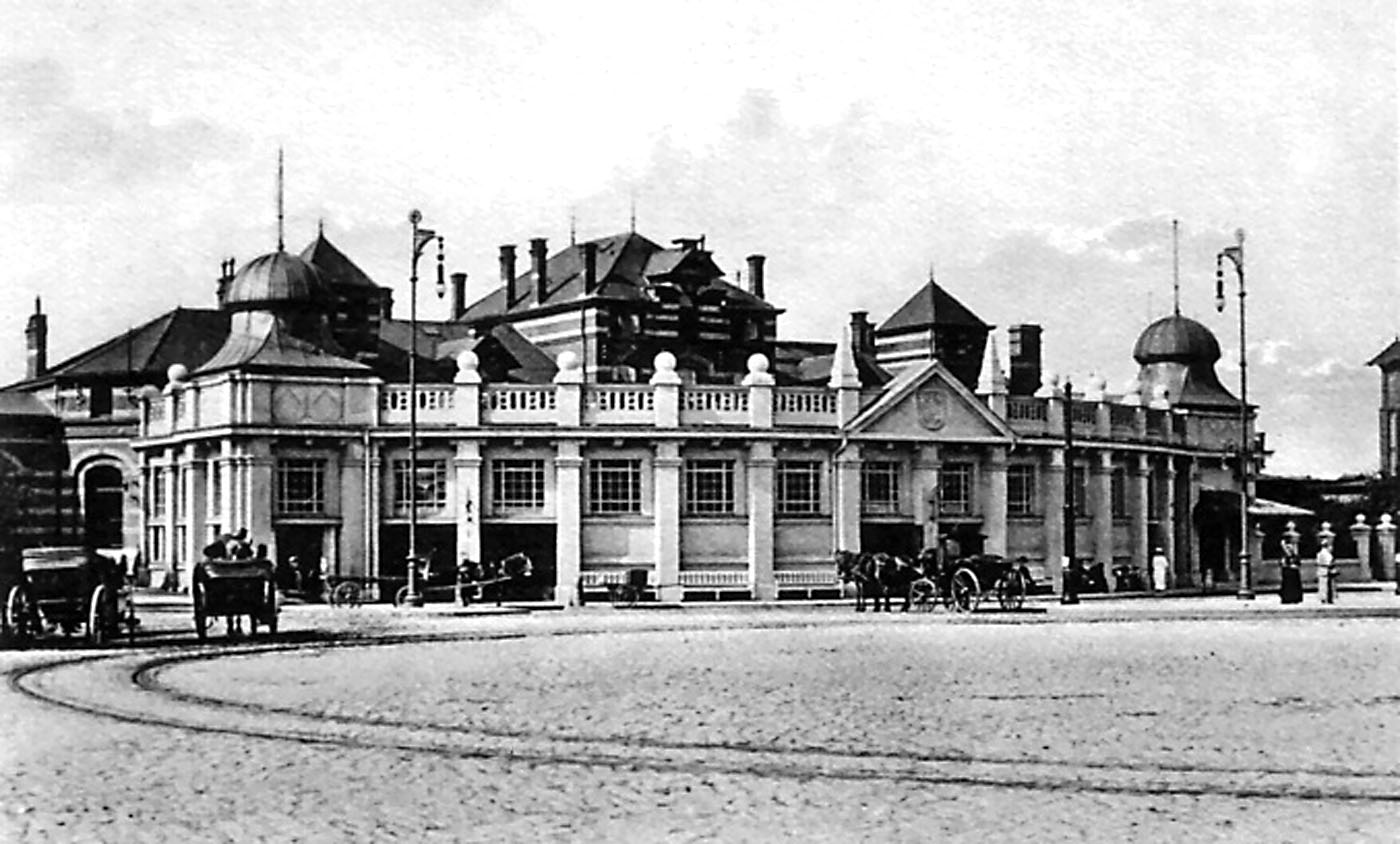
北站（1920年）
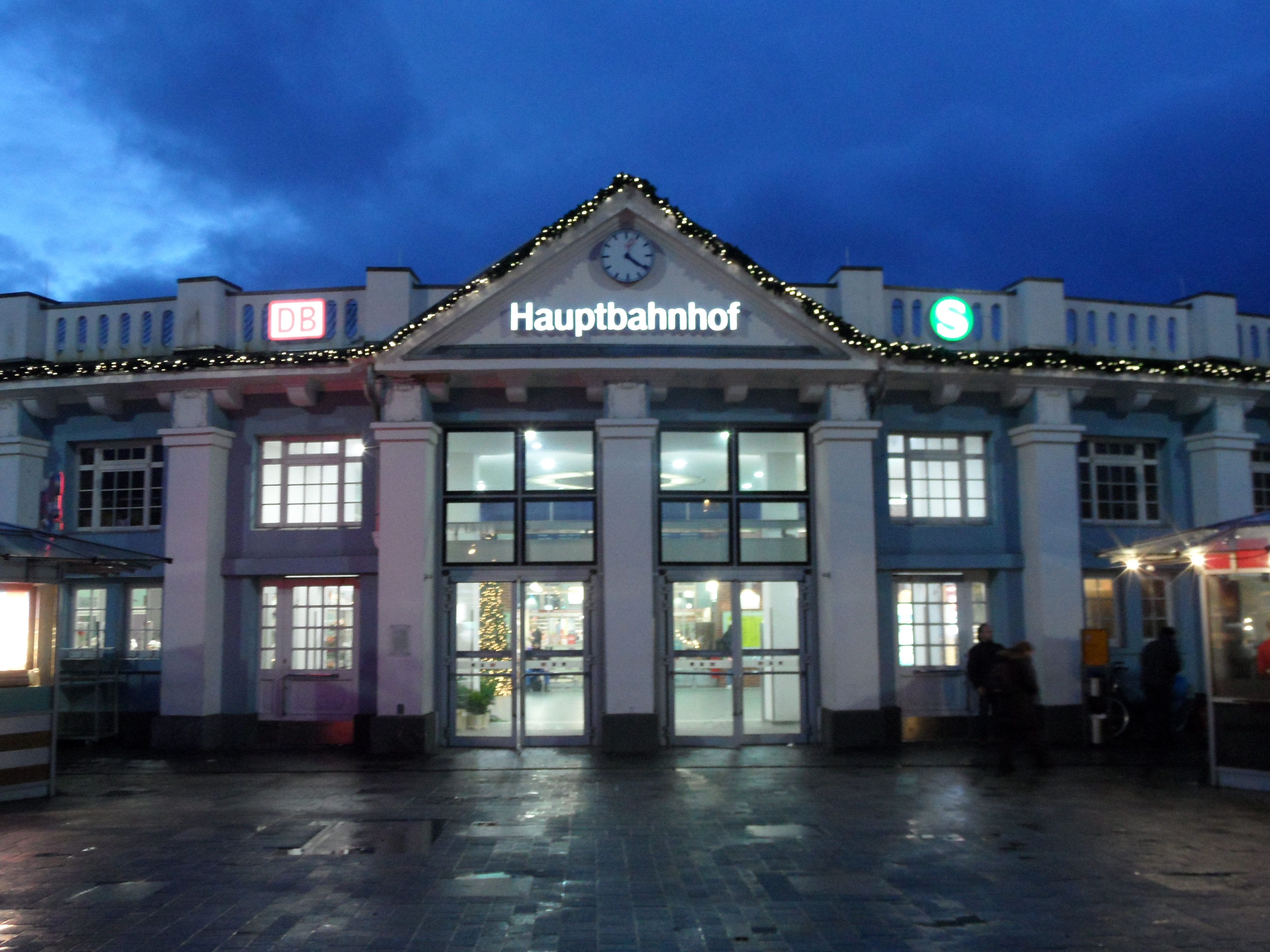
北站
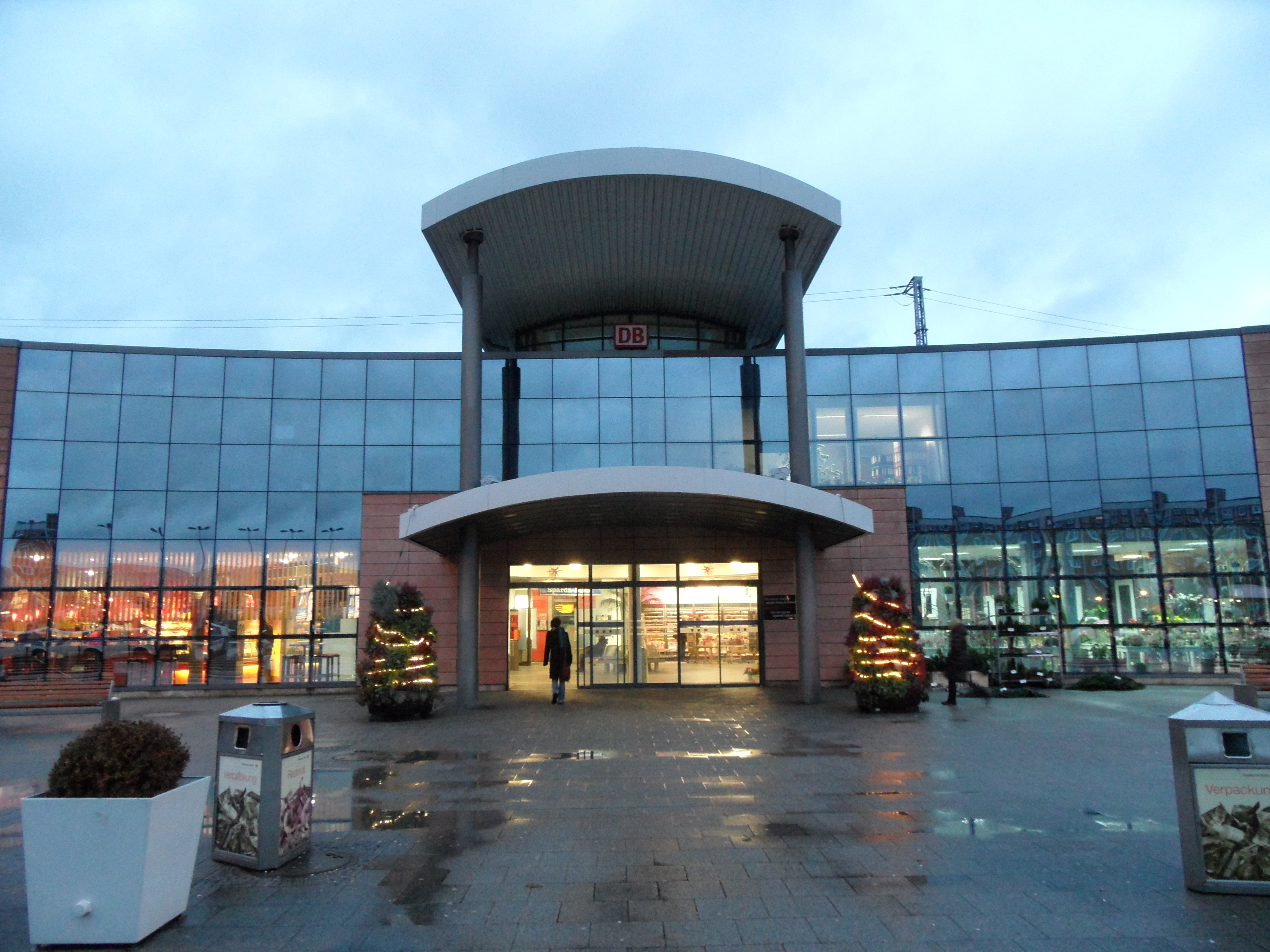
南站